# 廖文暢
廖文暢（1951年—），生於廣東省珠海，幼年移居澳門，為澳門著名畫家。
曾從事電影廣告製作及廣告設計工作，獲澳門郵政局特邀參與郵票設計。2000年始專心致志繪畫創作。
歷年參予澳門美術界的美術聯展，如文化局、民政總署主辦的「藝術節」、「藝術薈萃」、「全澳書畫聯展」、「藝術雙年展」；和廣東省美術協會﹑香港美術會﹑澳門美術協會聯合舉辦第一至第四屆粵港澳水彩畫邀請展。

## 作品風格
作品以靈逸、寫意脫俗著稱，色彩濃淡含蓄層疊，筆觸飄逸柔美，富饒詩意，在畫布（畫紙）上表達了現實中無法達致的理想境界。

## 創作核心價值
著重獨立思考，創作皆率性而為，沒有任何框架，憑赤子之心，無拘無束、隨心所欲地繪畫。主要從旅遊、觀摩大師作品中獲取靈感與啟發。希望以真誠的態度，透過畫筆和色彩表達心中所想；期望以構圖、意境平淡、樸實的創作風格得到欣賞者的共鳴。

## 參展及獲獎年表
- 1985
  - 澳門青年美術作品展優秀獎。
- 1991
  - 澳門郵電司主辦郵票設計比賽﹐參展作品「中國仙人及「澳門廟宇」獲冠軍。
- 1993
  - 獲葡國集郵協會頒予「最佳澳門郵票藝術獎」。
  - 「第十屆全澳書畫聯展」﹐參展作品「驚鳥」獲西畫優勝獎　澳門市政廳主辦。
- 1994
  - 「澳門八景」郵票設計比賽獲選冠軍　澳門郵電司主辦。
  - 「第十一屆全澳書畫聯展」﹐參展作品「大男人和小女孩」獲西畫優勝獎　澳門市政廳主辦。
- 1995
  - 「第二屆藝術雙年展」﹐參展作品「舞醉龍)獲西畫組第二名　澳門東方基金會﹑文化司署主辦。
- 1996
  - 「馬維斯﹑廖文暢作品聯展」　澳門東方基金會主辦。
- 1997
  - 澳門大學﹑理工學院﹑教育暨青年司﹑澳門基金會主辦「澳門畫家眼中的葡萄牙」。
- 1998
  - 「廖文暢作品展」　澳門陸軍俱樂部主辦。
- 1999
  - 「廖文暢水彩漫遊」　澳門基金會﹑教科文中心主辦。
  - 「廖文暢水彩畫展」　澳門世界貿易中心畫廊主辦。
  - 「葡萄牙遊三人水彩展」　紀念葡萄牙發現事業澳門地區委員會主辦。
  - 「廖文暢繪畫作品展」　澳門東方基金會主辦。
  - 澳門東方基金會﹑文化司署主辦「第四屆藝術雙年展」﹐參展作品「小天地」獲西畫組第一名。
  - 澳門市政廳主辦「第十六屆全澳書畫聯展)﹐參展作品「樂和」獲中國繪畫素材最佳創作。
- 2000
  - 「水彩3 feel」三人畫展。
- 2001
  - 第十二屆澳門藝術節之「澳門風采」水彩畫攝影展特邀參展　澳門文化局﹑臨時澳門市政局主辦。
  - 「第十八屆全澳書畫聯展」﹐參展作品「今夕是何年」獲西方繪畫素材最佳創作　臨時澳門市政局主辦。
  - 為埃及共和國五十周年國慶﹐獲埃及駐香港及澳門總領事館總領事邀請﹐赴埃及進行藝術交流創作。
- 2002
  - 「埃及光影 — 廖文暢﹑李德勝繪畫攝影展」　埃及駐香港及澳門總領事館﹑澳門藝術博物館主辦，﹐分別於香港文化中心及澳門藝術博物館舉行。
  - 「鏡海瑰寶 — 澳門歷史風物書畫攝影海報展」　澳門文化局主辦。
- 2003
  - 「喜氣洋洋 — 澳門當代藝術賀年作品展」　澳門民政總署主辦。
  - 「中華瑰寶 — 申報世界遺產藝術作品展」　澳門文化局主辦。
- 2004
  - 「中西文化承傳與創作藝術作品展」藝術年展　澳門文化局主辦。
  - 第十屆全國美展港澳台地區邀請作品展。
  - 「第二十一屆全澳書畫聯展」﹐參展作品「暗香中的夢影」獲西方繪畫素材最佳創作　澳門民政總署主辦。
- 2005
  - 「澳門文化遺產 — 穿越歷史」2005澳門視覺藝術年展﹐參展作品「古驛道上的故事」三聯畫入選(十佳優秀作品)　澳門文化局主辦。
  - 「兼容並蓄 — 澳門歷史城區藝術展」　澳門文化局主辦。
  - 「第二十二屆全澳書畫聯展」　澳門民政總署主辦　參展作品「戲」獲中國繪畫素材最佳創作。
- 2006
  - 「廖文暢畫展」　東方葡萄牙學會主辦。
  - 「中國百年水彩畫作品展覽」﹐中國﹐北京。
  - 「風生水起 — 國際華人經典水彩大展」﹐台灣﹐台北歷史博物館。
- 2007
  - 「廖文暢水彩漫遊葡萄牙畫展」　東方葡萄牙學會主辦。
- 2009
  - 「廖文暢油畫展」　澳門之家協會主辦。
- 2010
  - 澳門創意空間主辦「暢想阿婆井：廖文暢個人水彩畫展」。
  - 「藝‧聚：藝途畫會2010年會員作品展│歐陽乃霑‧陳朝龍‧廖文暢‧沈平近作展」展覽地點：﹐香港中央圖書館。
- 2011
  - 「繾綣藏澳情．澳門美術攝影作品展－紀念西藏和平解放六十周年」 澳門基金會、中國西藏文化保護與發展協會主辦，澳門美術協會、澳門綜藝攝影會、中華民族團結促進會協辦 展覽地點：澳門科學館。
  - 「樂在其中－廖文暢和朋友們的畫展」　暢意畫室主辦，展覽地點：萬豪藝廊(萬豪軒酒家一樓)，展覽日期：2011.7.18-8.10。
  - 「韓國．香港．澳門美術交流展」．展覽地點：澳門回歸賀禮陳列館．展覽日期：2011.7.30-8.21。
- 2012
  - 「神與物遊－廖文暢作品展」．民政總署主辦，展覽地點：民政總署畫廊．展覽日期：2012.7.6-8.19。

## 外部連結
- 樂在其中 廖文暢和朋友們的畫展│Enjoy a quiet time alone: Lio Man Cheong's and his friends painting[]
- 廖文暢個人網頁│Lio Man Cheong's web[]
- 暢意畫室│Atelier de Pintura Prazer (廖文暢 Lio Man Cheong)[永久]
- 澳門藝術網│每月藝術家:廖文暢專訪
- 以畫會友：廖文暢網上畫廊 （页面存档备份，存于）